# Bene Bergado
Benedicta  Bergado (Salamanca, 1963), conocida como Bene Bergado, es  una artista contemporánea española, escultora, cuyos trabajos se articulan en procesos entre lo real y la ficción mediante la transformación de la escala en su representación.

## Trayectoria profesional
Bene Bergado es licenciada en Bellas Artes por la Universidad del País Vasco en 1985. Al finalizar su carrera obtuvo la Beca de la Diputación de Vizcaya en 1986. En 1987 entra como profesora en la Facultad de Bellas Artes de Bilbao.Tras 10 años como profesora en la Facultad de Bellas Artes de la UPV/EHU se traslada a vivir y trabajar en Madrid en 1998.

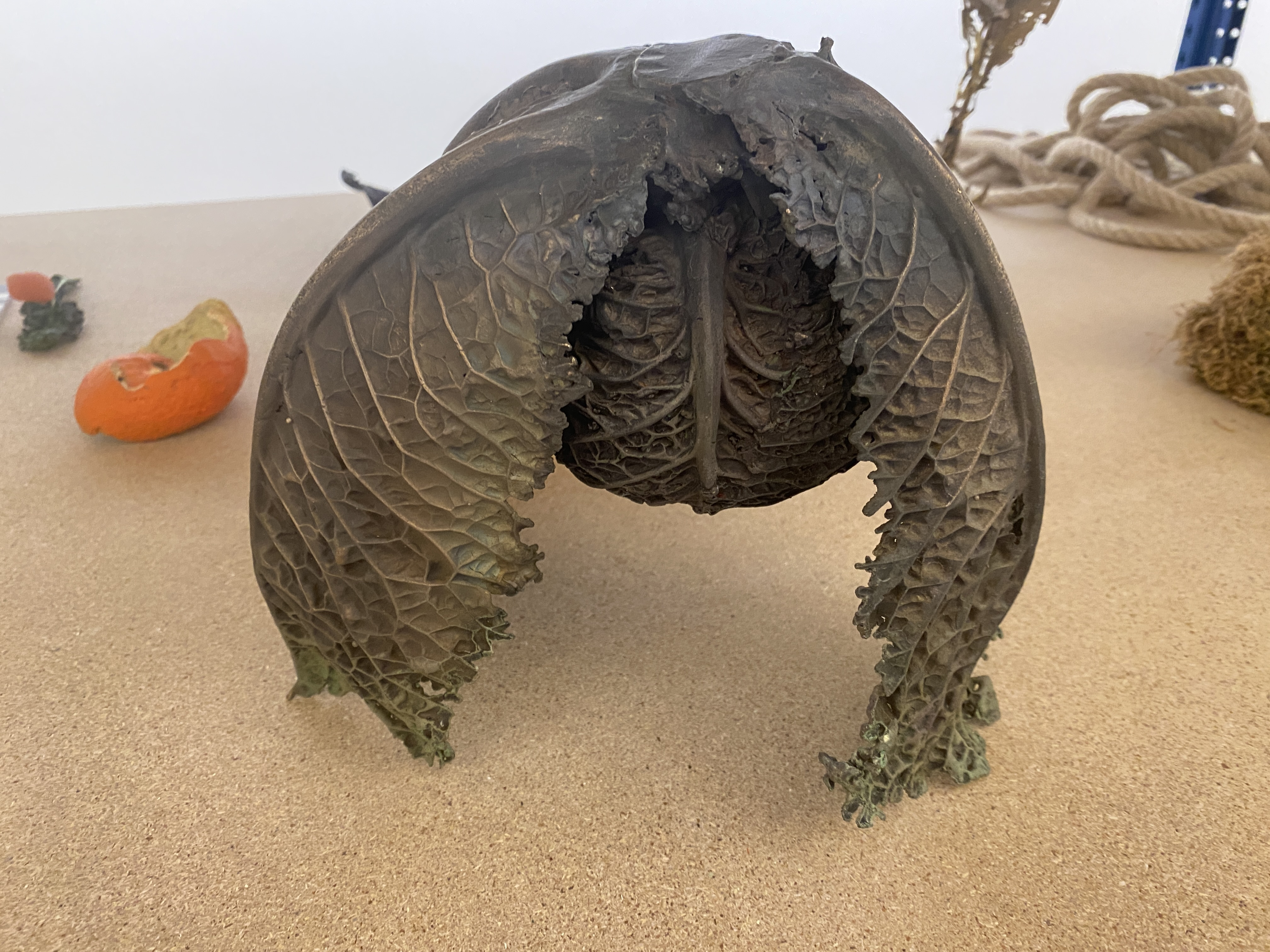
repollo escultura

Sus trabajos con una visión ecologista se plantean con visión de futuro, sobre las energías renovables, los alimentos modificados, transformando la escala, propone reciclar, reutilizar y redistribuir.

## Exposiciones
Participa en la Muestra de Arte joven de 1992 y la muestra comisariada por José Luis Brea "DISTANCIA 0" en 1994. 
En el año 2021 presentó la exposición Iindividual titulada Irreversibles en las salas  de la Comunidad de Madrid Alcalá 31.

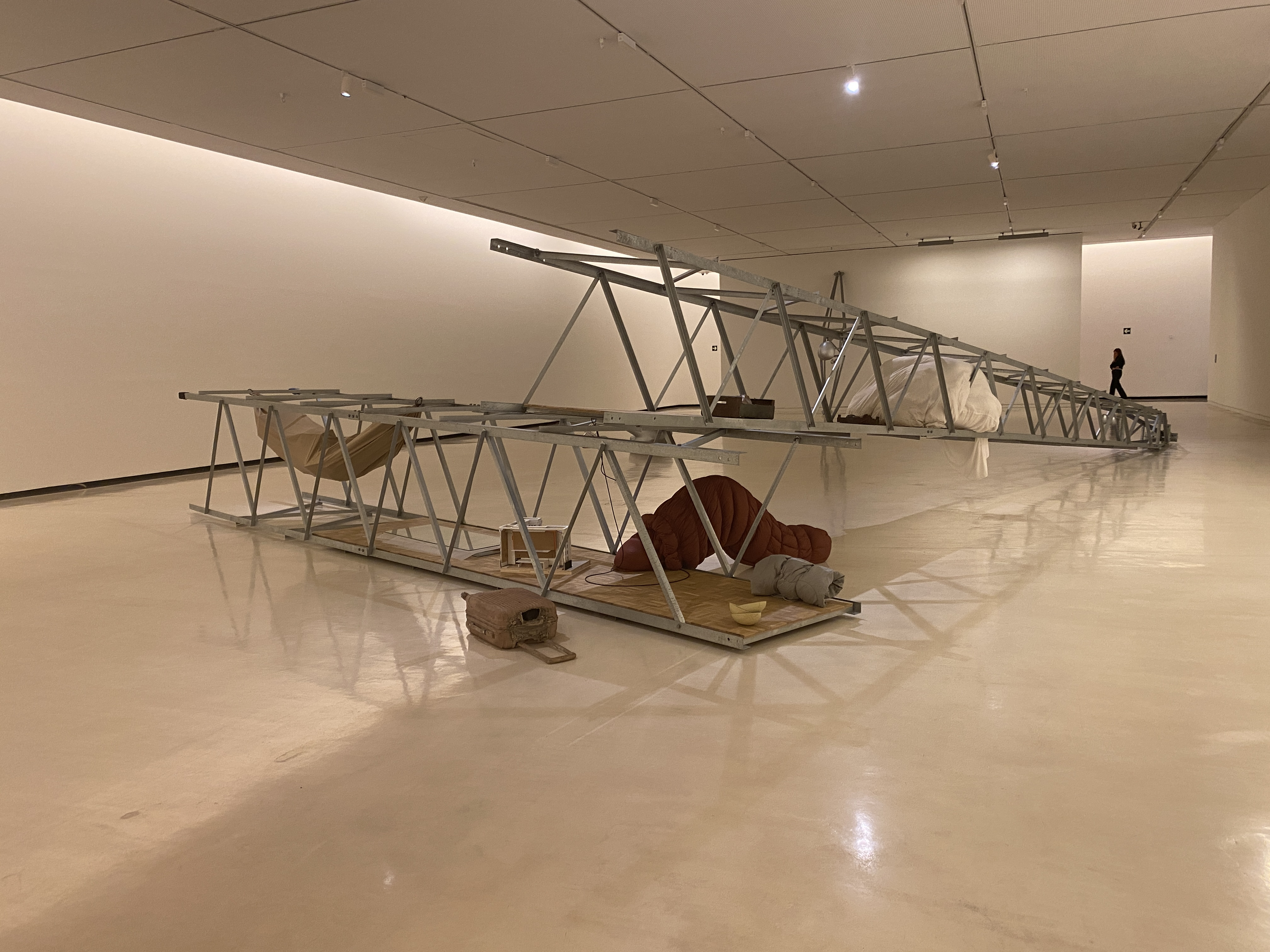
escultura en la sala Azcuna d Bilbao en 2023

En el año 2023 desarrolla la exposición titulada Decrecer, comisariada por Juan Luis Moraza, en las  salas Azcuna de la Alhóndiga de Bilbao. Prácticamente  toda la exposición se compone de obra nueva a gran escala creada expresamente para las salas de esta exposición.Los formatos de estas esculturas son gigantescos ocupando el espacio de las salas de lado a lado. 

## Museos y colecciones
Su obra está presente, entre otras, en las colecciones: JUMEX (México), Banco de España (Madrid), MUSAC (Museo de Arte Contemporáneo de Castilla y León) León, Museo ARTIUM de Vitoria, Fundación BILBAO Arte de Bilbao, Diputación Foral de Vizcaya, Comunidad Autónoma de Murcia, Instituto de la Juventud de Madrid y Consejo Superior de Deportes (España)